# نوروپاتی دیابتی
نوروپاتی دیابتی (انگلیسی: Diabetic neuropathy) اشاره به انواع گوناگونی از آسیب‌های عصبی دارد که در اثر دیابت حاصل می‌شوند. علائم نوروپاتی دیابتی بر حسب آنکه محلِ عصب آسیب‌دیده کجاست، متغیر است و ممکن است شامل بی‌حسی، سوزن‌سوزن شدن و درد یا تغییرات دستگاه عصبی خودگردان همچون علائم ادراری باشد. این تغییرات احتمالاً به سبب آسیب به رگ‌های بسیار کوچک تأمین‌کننده اعصاب است که به رگ عصب‌ها مشهورند. برخی از انواع نوروپاتی دیابتی عبارتند از «پلی‌نوروپاتی قرینهٔ دوردست»، «فلج اعضاب ۳، ۴ و ۶ مغزی»، نوروپاتی محیطی، منونوروپاتی مولتی‌پلکس، آمیوتروفی دیابتی و نوروپاتی اُتونومیک.

## علائم و نشانه‌ها

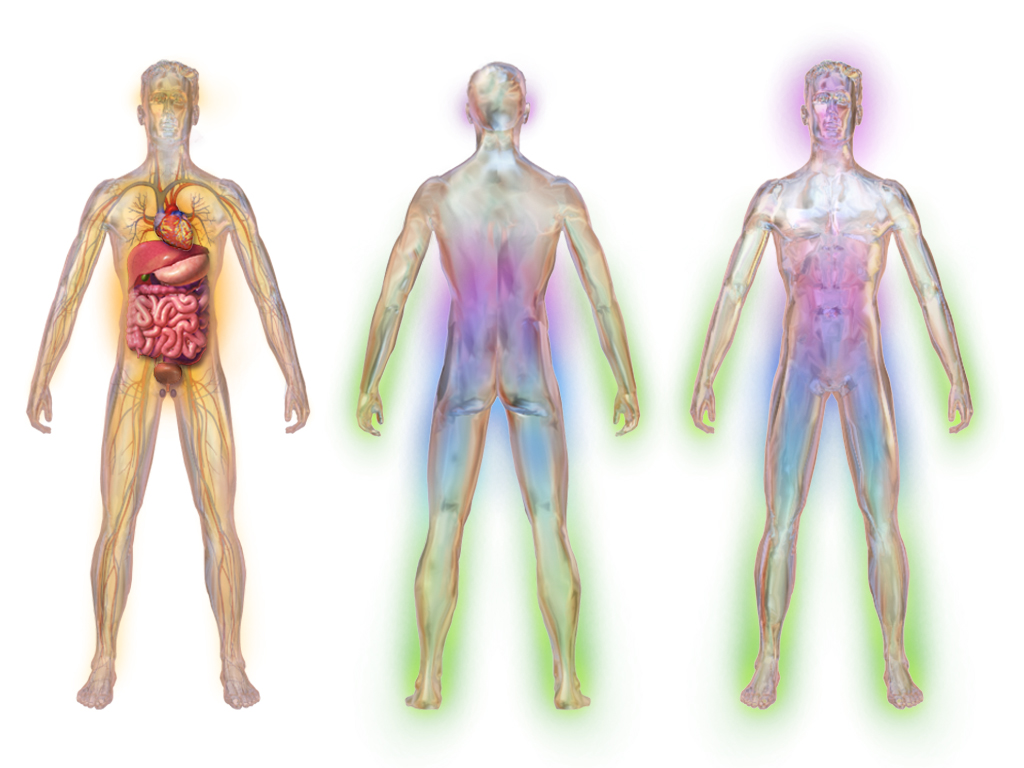
تصویری از مکان‌های درگیر بدن در نوروپاتی دیابتی

نوروپاتی دیابتی ممکن است هر نوع عصبی را درگیر کند، از جمله اعصاب حسی، اعصاب حرکتی و دستگاه عصبی خودگردان. در نتیجه نوروپاتی دیابتی اساساً می‌تواند هر عضو و دستگاهی از بدن را درگیر نموده و به همین سبب، علائم بسیار گوناگونی دارد.

### پلی نوروپاتی حسی-حرکتی
در این عارضه، رشته‌های عصبی دراز، بیشتر از رشته‌های عصبی کوتاه آسیب می‌بینند، چرا که سرعت انتقال امواج عصبی متناسب با طولِ رشتهٔ عصبی کم می‌شود. در این عارضه، کاهش حس و فقدان رفلکس‌ها ابتدا در نوک انگشتان پا ظاهر می‌شود و سپس به سمت بالا پیشرفت می‌کند. معمولاً این گونه بی‌حسی، احساس غیرطبیعی و درد شبانه یک الگوی «دست‌کش و جوراب» دارد. درد ممکن است سوزشی، شبیه سوزن‌سوزن شدن یا مبهم باشد. از دست رفتن حس عمقی (درکِ مکانِ فضایی اندام) یکی از علائم زودرس است. مبتلایان، وقتی پایشان رو یک جسم تیز یا برنده بگذارند، آنرا حس نخواهند کرد و وقتی پایشان در اثر پوشیدن کفش نامناسب میخچه بزند، متوجه آن نخواهند شد. در نتیجه این افراد در معرض زخم‌های پوستی و عفونت پاها هستند که می‌تواند به قطع عضو منتهی شود. این افراد همچنین در معرض شکستگی‌ها چندگانهٔ زانو، مچ پا و پاها بوده که منجر به پدیدار شدن عارضه‌ای به نام «مفصل شارکو» (Charcot joint) می‌گردد. از دست رفتن عملکرد اعصاب حرکتی، سبب خمیدگی انگشتان به عقب، کوتاه‌شدن و انقباض موضعی ماهیچه‌های شست پا، آسیب به عملکرد ماهیچه‌های بین‌استخوانی و انقباض انگشتان پا می‌شود که به ایجاد انگشتان چکشی می‌انجامد. این انقباض‌های موضعی در انگشتان دست هم ایجاد می‌شود و تحلیل رفتن ماهیچه‌های دست و انگشتان، ظاهری نحیف و استخوانی به آن می‌دهد. از دست رفتن عملکرد ماهیچه‌ها، فرایندی پیشرونده است و متوقف نمی‌شود.

### نوروپاتی اُتونومیک
دستگاه عصبی خودگردان شامل اعصابی است که بر قلب، شش‌ها، رگ‌های خونی، استخوان، بافت چربی، غده‌های عرق، لوله گوارش و دستگاه ادراری-تناسلی کنترل دارند. نوروپاتی اُتونومیک می‌توان به هر یک از این اعضا بدن آسیب بزند. یکی از مشکلات شایع افراد دیابتی، اُفت وضعیتی فشار خون است؛ به نحوی که این افراد با بلند شدن از جایشان و ایستادن، فشارشان به‌ناگهان افت کرده و دچار سرگیجه و حتی غش می‌شوند. علت این وضعیت در مبتلایان به دیابت آن است که قلب و عروق خونی نمی‌توانند ضربان قلب و کشیدگی طبیعی دیواره رگ‌ها را حفظ کرده و در نتیجه خون کافی به مغز نمی‌رسد. در چنین وضعیتی معمولاً «بی‌نظمی سینوسی ضربان قلب با تنفس» هم پیش می‌آید. هر دوی این علائم، نشاندهندهٔ نوروپاتی اُتونومیک هستند.
فلج ناقص ماهیچه‌های معده (گاستروپارزی)، تهوع، نفخ، اسهال از علائم گوارشی نوروپاتی اُتونومیک است. به سبب تأخیر در تخلیهٔ معده، جذب قرص‌های خوراکی ضد دیابت به‌شدت دچار مشکل می‌شود. این موضوع ممکن است باعث ایجاد افت قند خون شود؛ بدین صورت که فرد قرص‌هایش را پیش از غذا می‌خورد، اما این قرص‌ها جذب نمی‌شود و تا ساعت‌ها و گاهی حتی تا روزها، در معده می‌مانند و بعد بالاخره زمانی جذب می‌شود که قند خون در آن زمان احتمالاً طبیعی یا شاید حتی پائین است و بدین ترتیب قند خون بیش از حد افت می‌کند. حرکت آهستهٔ روده باریک ممکن است به رشد بیش از حد باکتری‌ها ختم شود و در حضور قند خون بالا بدتر نیز گردد. این موضوع در نهایت سبب ایجاد نفخ و اسهال می‌شود.
علائم ادراری شامل تکرر ادرار، اضطرار ادراری، بی‌اختیاری ادرار و احتباس ادرار است. احتباس ادرار خود می‌تواند احتمال عفونت‌های ادراری، سنگ‌های کلیوی، دیورتیکول مثانه و ریفلاکس نفروپاتی را افزایش دهد.

## نوروپاتی عصب‌های مغزی
در میان درگیری‌های اعصاب مغزی، آسیب به عصب حرکتی چشمی (زوج ۳ مغزی) از همه شایع‌تر است. این عصب، حرکتِ تمامی ماهیچه‌های چشم انسان به استثنای ماهیچه راست جانبی و ماهیچه مایل بالایی را کنترل می‌کند و موجب تنگی مردمک و بازشدن پلک هم می‌گردد. وقوعِ نوروپاتی عصب ۳ معمولاً ناگهانی است که با درد جلوی سر یا درد دور چشم‌ها آغاز می‌شود و سپس دوبینی پیش می‌آید. تمامی ماهیچه‌های چشم (به‌جز ۲ مورد یادشده در بالا) ممکن است درگیر شوند، اما معمولاً ماهیچه‌های تنگ‌کنندهٔ مردمک در آغاز بیماری گرفتار نمی‌شوند. دلیل این موضوع آن است که رشته‌های عصبی پاراسمپاتیک که مسئول تنگ کردن مردمک هستند، در بخش بیرونی (محیطی) عصب و نزدیک رگ‌ها قرار گرفته و در نتیجه احتمال کمتری دارد که دچار کمبود خون‌رسانی و اکسیژن (ایسکمی) شوند و آسیب ببینند. عصب شماره ۶ مغزی نیز که به آن عصب ابدوسنس می‌گویند و موجب حرکت ماهیچه راست جانبی چشم می‌شود (حرکت چشم به طرفین) در اثر نوروپاتی دیابتی آسیب می‌بیند، اما درگیری عصب شماره ۴ که موجب حرکت ماهیچه مایل بالایی می‌شود (و چشم‌ها را به سمت پائین حرکت می‌دهد) چندان شایع نیست و کمتر دیده می‌شود. آسیب به اعصاب خاص در قفسهٔ سینه، یا عصب نخاعی در ناحیهٔ کمر می‌تواند علائمی شبیه به درد سکته قلبی، التهاب کیسه صفرا یا آپاندیسیت ایجاد کند. افراد دیابتی احتمال بیشتری دارند که دچار گیرافتادگی اعصاب همچون سندرم تونل کارپال شوند.

## نحوهٔ بیماری‌زایی
تصور بر آن است که فرایندهای زیر سبب ایجاد نوروپاتی دیابتی می‌گردند:

## بیماری عروق کوچک
بیماری‌های عروقی و عصبی ارتباط نزدیکی به هم دارند. رگ‌های خونی وابسته به عملکرد صحیح اعصاب هستند و متقابلاً اعصاب نیز نیارمند جریان کافی خون هستند. نخستین تغییر بیمارگونه در رگ‌های خونی کوچک، باریک شدن آنهاست. با پیشرفت بیماری، میزان اختلال در عملکرد عصبی با میزان آسیبی که در رگ‌های خونی وجود دارد، مطابقت دارد. این آسیب‌های عروقی شامل ضخیم‌شدن غشای پایه مویرگ‌ها و هیپرپلازی لایه درون‌رگی است که سبب می‌شود فشار اکسیژن خون پائین آمده و کم‌اکسیژنی پدیدار گردد. در واقع کم‌رسیدن خون به اعصاب، یکی از ویژگی‌های اثبات‌شدهٔ نوروپاتی دیابتی است. داروهای گشادکنندهٔ رگ‌ها (همانند بازدارنده‌های آنزیم مبدل آنژیوتانسین و آنتاگونیست‌های گیرندهٔ آلفا-۱) می‌توانند تا حدود زیادی به بهبود جریان خون و افزایش سرعت هدایت عصبی منجر شوند.

### محصولات قنددارشدهٔ پیشرفته
بالا بودن سطح گلوکز در درون سلول‌ها سبب برقراری پیوند کووالانسی غیر آنزیمی میان پروتئین‌ها می‌شود که ساختار آنها را دگرگون ساخته و جلوی عملکرد طبیعی‌شان را می‌گیرد. برخی از این پروتئین‌های قنددارشده را مسئول آسیب به عصب‌ها، بروز نوروپاتی دیابتی و سایر عوارض دیابت می‌دانند.

### مسیر پولیول
مسیر پولیول که به آن مسیر سوربیتول/آلدوز ردوکتاز هم می‌گویند، احتمالاً در بروز برخی عوارض دیابتی، به‌ویژه آسیب به عروق کوچک شبکیه، کلیه و اعصاب محیطی نقش دارد.

## تشخیص
با استفاده از شرح حال و معاینات پزشکی می‌توان نوروپاتی دیابتی را تشخیص دارد. این عارضه را در مبتلایان به دیابت که به درد یا بی‌حسی پا دچار می‌شوند، می‌توان در نظر گرفت. در معاینه، ممکن است تغییرات ظاهری، حضور زخم و کاهش رفلکس مچ پا مشاهده گردد. سودمندترین یافته برای درگیری رشته‌های عصبی بزرگ، کاهش درک ارتعاش با دیاپازون به ۱۲۸ هرتز (نسبت درست‌نمایی (LR) ۱۶ تا ۳۵) یا کاهش درک فشار با استفاده از «تک‌رشتهٔ زِمِـس-واینشتاین ۵٫۰۷» (نسبت درست‌نمایی ۱۱ تا ۱۶) است. اگر این مقادیر برای درک ارتعاش (نسبت درست‌نمایی، ۰٫۳۳ تا ۰٫۵۱) و درک فشار تک‌رشته‌ای (نسبت درست‌نمایی، ۰٫۰۹ تا ۰٫۵۴) طبیعی باشد، احتمال وجود نوروپاتی دیابتی بسیار کم است. در آزمایش‌های سرعت هدایت عصبی، ممکن است کاهش عملکرد اعصاب محیطی مشاهده گردد، اما این کاهش با شدت بیماری همخوانی ندارد و نباید از آن به‌عنوان یک آزمایش عادی و روتین تشخیصی برای نوروپاتی دیابتی استفاده کرد.

### طبقه‌بندی
نوروپاتی دیابتی دربرگیرندهٔ طیفی از اختلالات گوناگون آسیب‌زننده به اعصاب است که می‌توان آنها را به صورت زیر دسته‌بندی نمود:
- نوروپاتی‌های موضعی و چندکانونی
  - منونوروپاتی، که فقط یک عصب را درگیر می‌کند.
  - آمیوتروفی یا رادیکولوپاتی همچون «نوروپاتی دیابتی پروگزیمال» که مطابق الگوی خاصی، اعصاب را درگیر می‌کند.
  - ضایعات چندگانه، آسیب به عصب‌ها که از الگوی خاصی تبعیت نمی‌کند و به آن «منونوروپاتی مولتی‌پلکس» هم گفته می‌شود.
  - آسیب به عصب در اثر گیرافتادن و فشرده‌شدن (مثل عصب مِـدیَن، اولنار و پرونئال)
- نوروپاتی‌های قرینه
  - اعصاب حسی
  - اعصاب خودگردان
  - پلی‌نوروپاتی قرینه دوردست (DSPN) که با نام نوروپاتی محیطی دیابتی هم شناخته می‌شود و شایع‌ترین نوع است.

## پیشگیری
با کنترل قند خون و تغییر در عادات و شیوهٔ زندگی، می‌توان تا حد زیادی از بروز نوروپاتی دیابتی جلوگیری کرد. روش‌های ارتقاء یافتهٔ کنترل قند خون شامل، تزریق مکرر زیرجلدی انسولین، تزریق مداوم و پیوستهٔ انسولین و مصرف داروهای خوراکی ضد دیابت است. مقصود از تغییر در عادات و شیوهٔ زندگی، ورزش کردن به تنهایی یا در ترکیب با تغییرات رژیم غذایی است. کنترل دقیق قند خون موجب پیشگیری از ایجاد نوروپاتی بالینی و کاهش اختلالات عصبی در دیابت نوع ۱ و همچنین تأخیر در بروز نوروپاتی در هر دو نوع ۱ و ۲ دیابت می‌شود. مشکل آنجاست که چنین روش‌های ممکن است احتمال افت قند خون را بالا برده و برخی از آنها به سبب تزریق مکرر انسولین، خطر زمین‌خوردگی را افزایش دهند.

## درمان

### مدیریت قند خون
درمان علائم اولیه پلی‌نوروپاتی حسی-حرکتی شامل ارتقا کنترل قند خون است. اگر بیماری در مراحل نخست خود باشد، کنترل دقیق قند خون می‌تواند روند تغییرات را معکوس کند. این اصلی‌ترین اقدامی است که می‌توان برای درمان نوروپاتی دیابتی انجام داد، چرا که درمان دیگر تنها به تسکین درد و کاهش سایر علائم می‌پردازند و علت اصلی (قند خون زیاد) را درمان نمی‌کنند.

### داروهای موضعی
کپسایسین با غلظت ۰٫۰۷۵٪ تأثیر بیشتری از دارونما در تسکین درد ناشی از نوروپاتی ندارد. در مورد غلظت‌های بالاتر کپسایسین، یا مصرف کلونیدین و محصولات موضعی لیدوکائین نیز شواهد علمی کافی در دست نیست. حدود ۱۰٪ از بیمارانی که کِـرِم کپسایسین استفاده کرده‌اند، مدعی‌اند که اثرات خوبی از آن دیده‌اند.

### داروهای سیستمیک
از جمله داروهایی که جهت تسکین درد استفاده می‌شود می‌توان به داروهای ضدتشنج (AEDs)، مهارکننده‌های بازجذب سروتونین–نوراپی‌نفرین (SNRIs) و ضدافسردگی‌های سه‌حلقه‌ای (TCAs) اشاره کرد.
یک مرور سیستماتیک نشان داد که ضدافسردگی‌های سه‌حلقه‌ای و ضدتشنج‌های قدیمی برای درمان کوتاه‌مدت درد بهتر از داروهای جدیدتر ضدتشنج عمل می‌کنند. با تحلیل پژوهش‌های پیشین، مشخص شد که کاربامازپین، ونلافاکسین، دولوکستین و آمی‌تریپتیلین مؤثرتر از دارونما بوده، اما معلوم نیست که کدام یک از دیگری بهتر است.
سازمان غذا و دارو آمریکا تنها سه دارو را برای درد ناشی از نوروپاتی دیابتی تأیید کرده‌است: دولوکستین، پرگابالین و یک اُپیوئید طولانی‌اثر به نام تاپنتادول پیوسته رهش (ER). پیش از شروع درمان سیستمیک، برخی پزشکان نوروپاتی موضعی را با پَـچ‌های پوستی لیدوکائین درمان می‌کنند.

#### داروهای ضدتشنج
مطابق رهنمودهای گوناگون از سازمان‌های پزشکی معتبر همچون «انجمن متخصصان غدد درون‌ریز آمریکا»، «آکادمی بیماری‌های مغز و اعصاب آمریکا»، «فدراسیون انجمن‌های مغز و اعصاب اروپا» و «مؤسسه ملی سلامت و تعالی مراقبت»، توصیه می‌شود که برای درمان درد ناشی از نوروپاتی دیابتی در گام نخست، از داروی ضدتشنج پرگابالین استفاده شود. شواهد کم‌کیفیت (low-quality) نشان می‌دهد که پرگابالین نسبت به دارونما در کاهش درد ناشی از نوروپاتی مؤثرتر است، اما این تأثیر اندک است. از طرفی، برخی پژوهش‌های دیگر، نتایج متفاوت و متناقضی دربارهٔ اثرگذاری این دارو یافته‌اند. همچنین شواهد علمی کافی در مورد اثربخشی زونیساماید و کاربامازپین موجود نیست. نخستین متابولیت کاربامازپین به نام اکسکاربازپین تا حدود کمی بر درد اثر داشته‌است. یک مرور سیستماتیک و فراتحلیل در سال ۲۰۱۴ ثابت کرد که توپیرامات، والپروات، لاکوزامید و لاموتریژین اثری بر نوروپاتی دیابتی ندارند. شایع‌ترین عوارض داروهای ضدتشنج، خواب‌آلودگی، گیجی و تهوع است.

#### مهارکننده‌های بازجذب سروتونین–نوراپی‌نفرین
چندین رهنمود پزشکی، برخی این داروها مانند دولوکستین و ونلافاکسین را به عنوان خط دوم درمان نوروپاتی دیابتی توصیه نموده‌اند. یک مرور سیستماتیک و فراتحلیل بر روی کارآزمایی‌های تصادفی کنترل‌شده در سال ۲۰۱۷ نشان داد که شواهدی با کیفیت متوسط (moderate quality) نشان می‌دهد که این دو دارو تأثیر زیادی بر درد ناشی از نوروپاتی دیابتی دارد. عوارض جانبی شایع اینها نیز خواب‌آلودگی، گیجی و تهوع است.

#### ضدافسردگی‌های سه‌حلقه‌ای
این داروها شامل ایمی‌پرامین، آمی‌تریپتیلین، دزپپرامین و نورتریپتیلین هستند و معمولاً در خط اول یا دوم درمان نوروپاتی دیابتی قرار دارند. از میان این چهار دارو، ایمی‌پرامین از همه بیشتر بررسی شده‌است. همگی اینها در تسکین درد نوروپاتی مؤثرند، اما عوارض جانبی گوناگونی دارند که وابسته به دوز است. یکی از عوارض مهم، سمیت قلبی است که می‌تواند منجر به آریتمی قلب گردد. سایر عوارض شایع عبارتند از: خشکی دهان، اشکال در چرخهٔ خواب و آرام‌بخشی زیاد. هرچه دوز دارو بیشتر باشد، عوارض جانبی هم بیشتر است. از میان این داروها، آمی‌تریپتیلین بیشتر از بقیه تجویز می‌شود، اما دزپپرامین و نورتریپتیلین عوارض کمتری دارند.

#### داروهای افیونی
برخی داروهای اُپیوئید (افیونی) همچون اکسی‌کدون تأثیر بیشتری از دارونما ندارند. برخی شواهد علمی کم‌کیفیت حاکی از آن است که اُپیوئیدهای غیر معمول چون ترامادول و تاپنتادول اثر متوسطی بر درد دارند و در این زمینه، اثراتی شبیه به داروهای مهارکننده بازجذب سروتونین–نوراپی‌نفرین از خود نشان می‌دهند. توصیه شده که اُپیوئیدها خط سوم درمان باشند.

### تجهیزات پزشکی
احتمال دارد درمان با «انرژی نوری تک‌فام مادون قرمز» (MIRE) در تسکین درد ناشی از نوروپاتی دیابتی مؤثر باشد. نور بررسی‌شده، طول موج ۸۹۰ نانومتر داشته و توانست به بافت زیرجلدی نفوذ کرده و روی سیتوکروم سی سلولی اثر بگذرد. این کار باعث می‌شود که نیتریک اکسید در سلول‌ها رها شود و عروق خونی گشاد شوند و جریان خون برای تغذیه اعصاب بیشتر شود. با بهبود خون‌رسانی به عصب، فرایند ترمیم بافت عصبی نیز بهبود یافته و التهاب کمتر می‌شود در نهایت درد تسکین می‌یابد.
«تحریک الکتریکی عصب از طریق پوست» (TENS) و الکتروتراپی (IFC) با بهره‌گیری از جریان الکتریکی بدون درد و اثر فیزیولوژیک تحریک الکتریکی کم‌فرکانس، سبب تسکین سفتی، بهبود تحرک، رفع دردهای عصبی، کاهش ورم و بهبود زخم‌های مقاوم به درمان پا می‌گردند.

### فیزیوتراپی
فیزیوتراپی تا حدودی کمک می‌کند که بیمار کمتر به داروهای ضد درد وابسته باشد. برخی روش‌های خاص فیزیوتراپی، علائم ناشی از نوروپاتی محیطی دیابتی را همچون درد پاها، سوزن‌سوزن شدن، احساس سوزش در انگشتان دست و پا، کرامپ‌های ماهیچه‌ای، ضعف عضلانی، ناکارآمدی جنسی و پای دیابتی کاهش می‌دهند.
آموزش نحوهٔ گام‌برداری، وضعیت صحیح بدن و آموزش نحوهٔ جابجایی وزن بدن، به بیماران دیابتی کمک می‌کند که دچار عوارض بیماری در پا و همچنین ایجاد زخم‌های جلدی در پا نشوند. این اموزش‌ها، استفاده از وسایل کمک‌حرکتی و بستن پاها را نیز شامل می‌شود. آموزش نحوهٔ صحیح گام برداشتن برای آن دسته از بیمارانی نیز که در اثر دیابت دچار قطع عضو شده و از اندام ساختگی  استفاده می‌کنند، مفید است.
برنامه‌های ورزشی به همراه درمان دستی یا منوال‌تراپی (Manual therapy) دچار گرفتگی و سفتی عضلات، اسپاسم و آتروفی نشوند. این برنامه‌های آموزشی-درمانی شامل تمرین‌های کشیدن عضلات جهت حفظ طول طبیعی آنها و حفظ دامنهٔ حرکتی مفاصل است. برنامه‌های تقویتی عضلات نیز کمک می‌کنند قدرت طبیعی ماهیچه حفظ شده و فرد دچار تحلیل عضلانی نشود. ورزش‌های هوازی همچون شنا و دوچرخهٔ ثابت برای نوروپاتی دیابتی سودمند است، اما انجام ورزش‌هایی که فشار سنگینی به پاها وارد می‌کنند (پیاده‌روی طولانی و دویدن) ممنوع است.
گرما، امواج صوتی شفابخش و موم داغ نیز در کاهش برخی علائم نوروپاتی دیابتی مؤثرند. با انجام تمرین کیگل می‌توان ناکارآمدی جنسی را تا حدودی بهبود بخشید.

### سایر مواد
شواهد علمی کم‌کیفیت نشان داده که تزریق سم بوتولینوم اثر متوسط تا زیادی در نوروپاتی دیابتی دارد. شواهد علمی کافی برای استفاده از داروهای کانابینوئید (داروهای مشتق از ماری‌جوآنا) همچون نابیلون و نابیکسیمولس وجود ندارد.

## پیش‌آگهی
مکانیسم بروز نوروپاتی دیابتی به روشنی مشخص نشده‌است. در حال حاضر، درمان‌های رایج می‌توانند سبب تسکین درد و کنترل برخی علائم شوند، اما این بیماری در هر حال پیشرونده است.
یکی از خطرات موجود، افزایش احتمال آسیب به پاها به دلیل دست رفتن حس آنهاست (به پای دیابتی مراجعه کنید). عفونت‌های کوچک ممکن است به ایجاد زخم‌های پوستی بینجامد و قطع عضو را در پی داشته باشد.

## همه‌گیرشناسی
در سال ۲۰۱۰ میلادی، در حدود ۱۳۲ میلیون نفر در سرتاسر جهان به نوروپاتی دیابتی مبتلا بودند (۱٫۹٪ جمعیت).
در کشورهای توسعه‌یافته، دیابت مهمترین دلیل بروز نوروپاتی است و نوروپاتی دیابتی شایع‌ترین عارضهٔ دیابت و بزرگترین دلیل ناخوشی و مرگ ناشی از دیابت است. تخمین زده می‌شود که ۲۵٪ مبتلایان به دیابت دچار نوروپاتی دیابتی می‌شوند. این عارضه دلیل ۵۰–۷۵٪ از قطع عضوهای غیر سانحه‌ای است.
مهمترین عامل زمینه‌ساز نوروپاتی دیابتی، بالا بودن قند خون است. در یک کارآزمایی بالینی در سال ۱۹۹۵، نرخ بروز نوروپاتی در بیماران دیابت نوع ۱، ۲٪ بود که با انجام درمان‌های تهاجمی و پائین نگه‌داشتنِ قندِ خون به ۰٫۵۶٪ کاهش یافت. اینکه نوروپاتی دیابتی تا چه حد پیشرفت کند، بستگی به میزان کنترل قند خون در دیابت‌های نوع ۱ و ۲ دارد. مدت زمان ابتلا به دیابت، سن، قد، مصرف سیگار، فشار خون بالا و بالا بودن چربی خون نیز همگی از عوامل زمینه‌ساز نوروپاتی دیابتی هستند.

## برای مطالعهٔ بیشتر
- Bril, Vera; England, John D.; Franklin, Gary M.; Backonja, Miroslav; Cohen, Jeffrey A.; Del Toro, David R.; Feldman, Eva L.; Iverson, Donald J.; Perkins, Bruce; Russell, James W.; Zochodne, Douglas W. (June 2011). "Evidence-based guideline: Treatment of painful diabetic neuropathy-report of the American Association of Neuromuscular and Electrodiagnostic Medicine, the American Academy of Neurology, and the American Academy of Physical Medicine & Rehabilitation". Muscle & Nerve. 43 (6): 910–917. doi:10.1002/mus.22092. hdl:2027.42/84412. PMID 21484835. Archived from the original on 2015-02-16. Retrieved 2015-01-08.
- Pop-Busui, Rodica; Boulton, Andrew J.M.; Feldman, Eva L.; Bril, Vera; Freeman, Roy; Malik, Rayaz A.; Sosenko, Jay M.; Ziegler, Dan (20 December 2016). "Diabetic Neuropathy: A Position Statement by the American Diabetes Association". Diabetes Care. 40 (1): 136–154. doi:10.2337/dc16-2042. PMC 6977405. PMID 27999003.